# حكومة وائل الحلقي الأولى
تُعتبر حكومة وائل الحلقي الأولى استمراراً لحكومة رياض حجاب. فبعد انشقاق رياض حجاب صدر بتاريخ 6 آب 2012 المرسوم 294 بإعفائه من منصبه والمرسوم 295 بتكليف المهندس عمر إبراهيم غلاونجي بمهام رئيس مجلس الوزراء إضافة لمهامه. شغل غلاونجي المنصب بالوكالة حتى صدور المرسوم رقم 298 بتاريخ 9 آب 2012 القاضي بتسمية الدكتور وائل نادر الحلقي رئيساً لمجلس الوزراء.
استمرت هذه الحكومة حتى 10 آب 2014 حيث نص المرسوم 257 وتعديله بالمرسوم رقم 217 على تكليف وائل نادر الحلقي بتشكيل الحكومة بعد الانتخابات الرئاسية.

## التعديلات الحكومية
- في تاريخ 16 آب 2012 صدر المرسوم رقم 309 القاضي بتسمية كُلٍّ مِنْ
  - السيد الدكتور عدنان عبدو السخني وزيراً للصناعة
  - يسمى الدكتور نجم حمد الأحمد وزيراً للعدل
  - يسمى الدكتور سعد عبد السلام وزيراً للصحة
- في تاريخ 22 آب 2013 صدر المرسوم رقم 310 القاضي بتسمية كُلٍّ مِنْ
  - الدكتور قدري جميل نائباً لرئيس مجلس الوزارء للشؤون الاقتصادية
  - الدكتور مالك علي وزيراً للتعليم العالي
  - الدكتور خضر أورفلي وزيراً للاقتصاد والتجارة الخارجية
  - كمال الدين طعمة وزيراً للصناعة
  - سمير عزت قاضي أمين وزيراً للتجارة الداخلية وحماية المستهلك
  - بشر رياض يازجي وزيراً للسياحة
  - الدكتور حسيب إلياس شماس وزير دولة بدلاُ من نجم الدين خريط

## إقالة قدري جميل
في 29 تشرين الأول 2013 أوردت وكالة سانا السورية الرسمية للأنباء خبراً بصدور مرسوم رئاسي يقضي بإعفاء الدكتور قدري جميل نائب رئيس مجلس الوزراء للشؤون الاقتصادية من منصبه.
رئاسة مجلس الوزراء ذكرت في بيان « إنه نتيجة لغياب الدكتور قدري جميل نائب رئيس مجلس الوزراء للشؤون الاقتصادية عن مقر عمله ودون إذن مسبق وعدم متابعته لواجباته المكلف بها كنائب اقتصادي في ظل الظروف التي تعاني منها البلاد إضافة إلى قيامه بنشاطات ولقاءات خارج الوطن دون التنسيق مع الحكومة وتجاوزه العمل المؤسساتي والهيكلية العامة للدولة صدر مرسوم رئاسي بإعفائه من منصبه»
الخبر نُشر خلال وجود أمين حزب الإرادة الشعبية على الهواء مباشرة مع قناة روسيا اليوم وبدون علم مسبق بالإقالة حيث كان يمثّل جزءاً من المعارضة السورية خلال لقاءاته في جنيف بمسؤولين من وزرة الخارجية الأميركية.
رد قدري جميل كان «لست موظفاً حتى أتنازل عن استقلاليتي كفريق سياسي. أنا في الحكومة كممثل للحزب. ولا أنتظر موافقة الحكومة على الاتصالات السياسية». مشدداً على أن موقف حزب الإرادة الشعبية والجبهة الشعبية كان ولا يزال أنّ «خروجنا من الحكومة أسهل من دخولنا إليها»

## التشكيل الوزراي
| الترتيب | المنصب                                   | الصورة             | شاغل المنصب                | الحزب                         | الحزب      | في المنصب من         | في المنصب حتى        |
| ------- | ---------------------------------------- | ------------------ | -------------------------- | ----------------------------- | ---------- | -------------------- | -------------------- |
| –       | رئيس مجلس الوزراء                        |                    | وائل الحلقي                | حزب البعث العربي الاشتراكي    |            | 9 آب 2012            | 3 تموز 2016          |
| –       | نائب رئيس مجلس الوزراء                   |                    | وليد المعلم                | حزب البعث العربي الاشتراكي    |            | 23 حزيران 2012       | 16 تشرين الثاني 2020 |
| –       | نائب رئيس مجلس الوزراء لشؤون الخدمات     |                    | عمر إبراهيم غلاونجي        |                               |            | 23 حزيران 2012       | 22 حزيران 2016       |
| –       | نائب رئيس مجلس الوزارء للشؤون الاقتصادية |                    | قدري جميل                  | حزب الإرادة الشعبية           |            | 23 حزيران 2012       | 29 تشرين الأول 2013  |
|         | الدفاع                                   |                    | فهد جاسم الفريج            | حزب البعث العربي الاشتراكي    |            | 18 تموز 2012         | 1 كانون الثاني 2018  |
|         | الخارجية والمغتربين                      |                    | وليد المعلم                | حزب البعث العربي الاشتراكي    |            | 11 شباط 2006         | 16 تشرين الثاني 2020 |
|         | الداخلية                                 |                    | محمد إبراهيم الشعار        | حزب البعث العربي الاشتراكي    |            | 14 نيسان 2011        | 26 تشرين الثاني 2018 |
|         | شؤون رئاسة الجمهورية                     |                    | منصور فضل الله عزام        |                               |            | 23 نيسان 2009        | 13 كانون الأول 2023  |
|         | العدل                                    |                    | رضوان حبيب                 |                               |            | 23 حزيران 2012       | 16 آب 2012           |
|         | العدل                                    | نجم حمد الأحمد     |                            |                               | 16 آب 2012 | 29 آذار 2017         |                      |
|         | المالية                                  |                    | محمد الجليلاتي             |                               |            | 14 نيسان 2011        | 27 آب 2014           |
|         | الإدارة المحلية                          |                    | عمر إبراهيم غلاونجي        |                               |            | 14 نيسان 2011        | 22 حزيران 2016       |
|         | الأوقاف                                  |                    | محمد عبد الستار السيد      | حزب البعث العربي الاشتراكي    |            | 8 كانون الأول 2007   | 10 كانون الأول 2024  |
|         | التربية                                  |                    | هزوان الوز                 |                               |            | 23 حزيران 2012       | 26 تشرين الثاني 2018 |
|         | التعليم العالي                           |                    | محمد يحيى معلا             |                               |            | 23 حزيران 2012       | 22 آب 2013           |
|         | التعليم العالي                           | مالك علي           |                            |                               | 22 آب 2013 | 27 آب 2014           |                      |
|         | الصحة                                    |                    | وائل نادر الحلقي           | حزب البعث العربي الاشتراكي    |            | 14 نيسان 2011        | 16 آب 2012           |
|         | الصحة                                    | سعد عبد السلام     | حزب البعث العربي الاشتراكي |                               | 16 آب 2012 | 27 آب 2014           |                      |
|         | الشؤون الاجتماعية والعمل                 |                    | جاسم محمد زكريا            |                               |            | 23 حزيران 2012       | 27 آب 2014           |
|         | الموارد المائية                          |                    | بسام حنا                   |                               |            | 23 حزيران 2012       | 27 آب 2014           |
|         | الزراعة والإصلاح الزراعي                 |                    | صبحي أحمد العبد الله       | حزب البعث العربي الاشتراكي    |            | 23 حزيران 2012       | 27 آب 2014           |
|         | الصناعة                                  |                    | فؤاد شكري كردي             |                               |            | 23 حزيران 2012       | 16 آب 2012           |
|         | الصناعة                                  | عدنان عبدو السخني  |                            |                               | 16 آب 2012 | 22 آب 2013           |                      |
|         | الصناعة                                  | كمال الدين طعمة    |                            |                               | 22 آب 2013 | 3 تموز 2016          |                      |
|         | التجارة الداخلية وحماية المستهلك         |                    | قدري جميل                  | حزب الإرادة الشعبية           |            | 23 حزيران 2012       | 22 آب 2013           |
|         | التجارة الداخلية وحماية المستهلك         | سمير عزت قاضي أمين |                            |                               | 22 آب 2013 | 27 آب 2014           |                      |
|         | الاقتصاد والتجارة الخارجية               |                    | محمد ظافر محبك             |                               |            | 23 حزيران 2012       | 22 آب 2013           |
|         | الاقتصاد والتجارة الخارجية               | خضر أورفلي         |                            |                               | 22 آب 2013 | 27 آب 2014           |                      |
|         | الكهرباء                                 |                    | عماد محمد ديب خميس         | حزب البعث العربي الاشتراكي    |            | 14 نيسان 2011        | 3 تموز 2016          |
|         | النفط والثروة المعدنية                   |                    | سعيد معذى هنيدي            |                               |            | 23 حزيران 2012       | 27 آب 2014           |
|         | النقل                                    |                    | محمود إبراهيم سعيد         |                               |            | 10 آب 2014           | 27 آب 2014           |
|         | الاتصالات والتقانة                       |                    | عماد عبد الغني الصابوني    | حزب البعث العربي الاشتراكي    |            | 8 كانون الأول 2007   | 27 آب 2014           |
|         | الإسكان والتنمية العمرانية               |                    | صفوان العساف               |                               |            | 23 حزيران 2012       | 27 آب 2014           |
|         | الأشغال العامة                           |                    | ياسر السباعي               |                               |            | 23 حزيران 2012       | 27 آب 2014           |
|         | الإعلام                                  |                    | عمران عاهد الزعبي          | حزب البعث العربي الاشتراكي    |            | 23 حزيران 2012       | 3 تموز 2016          |
|         | الثقافة                                  |                    | لبانة مشوح                 |                               |            | 23 حزيران 2012       | 27 آب 2014           |
|         | السياحة                                  |                    | هالة محمد الناصر           | حزب البعث العربي الاشتراكي    |            | 23 حزيران 2012       | 22 آب 2013           |
|         | السياحة                                  | بشر اليازجي        |                            |                               | 22 آب 2013 | 26 تشرين الثاني 2018 |                      |
|         | وزير دولة لشؤون المصالحة الوطنية         |                    | علي حيدر                   | الحزب السوري القومي الاجتماعي |            | 23 حزيران 2012       | 26 تشرين الثاني 2018 |
|         | وزيرة دولة لشؤون البيئة                  |                    | نظيرة فرح سركيس            |                               |            | 23 حزيران 2012       | 3 تموز 2016          |
|         | وزير دولة                                |                    | عبد الله خليل حسين         |                               |            | 23 حزيران 2012       | 3 تموز 2016          |
|         | وزيرة دولة                               |                    | حسين محمود فرزات           | الحزب العربي الاشتراكي        |            | 11 شباط 2006         | 27 آب 2014           |
|         | وزير دولة                                |                    | جوزيف جرجي سويد            |                               |            | 11 شباط 2006         | 27 آب 2014           |
|         | وزير دولة                                |                    | جمال شعبان شاهين           | حزب الوحدويين الاشتراكيين     |            | 23 حزيران 2012       | 27 آب 2014           |
|         | وزير دولة                                |                    | محمد تركي السيد            | حزب الاتحاد الاشتراكي العربي  |            | 23 حزيران 2012       | 9 كانون الثاني 2014  |
|         | وزير دولة                                |                    | نجم الدين خريط             |                               |            | 23 حزيران 2012       | 22 آب 2013           |
|         | وزير دولة                                | حسيب إلياس شماس    |                            |                               | 22 آب 2013 | 3 تموز 2016          |                      |

## روابط خارجية
- مجلس الوزراء السوري
- الحكومات السورية على موقع رئاسة مجلس الوزراء
- الحكومات السورية على موقع مجلس الشعب السوري
- وزارات الدولة على بوابة الحكومة الإلكترونية السورية
- الوزارات والهيئات الحكومية على موقع مجلس الشعب السوري